# Conversion lexicale
Cet article concerne la formation des mots. Pour notion sociolinguistique, voir Conversion linguistique. Pour les autres significations, voir Conversion.
La conversion (appelée aussi la dérivation impropre, la dérivation implicite, ou la dérivation zéro) est un procédé de formation de mot par lequel le mot change de catégorie grammaticale sans aucune modification formelle. Elle est considérée comme un des procédés les plus productifs en français moderne.
Concernant l’aspect sémantique, en passant dans une autre classe lexico-grammaticale, le mot change de sens et de fonction syntaxique, il change ainsi de place dans la proposition. En général, il y a trois types principaux de conversion : la substantivation, l’adjectivation, l’adverbialisation.
Comme le changement du mot ne laisse aucune trace de dérivé, il est difficile de savoir, entre deux mots, lequel est la base et lequel est le dérivé. 
La recherche doit donc être basée sur des dictionnaires et des matériaux fiables.

## Deux idées dans la compréhension du concept
L’existence de deux termes “dérivation zéro” et “conversion” vient de deux implications théoriques différentes. Pour ceux qui prennent le terme “dérivation” (zéro ou non), le procédé constitue un passage d’un lexème A à un lexème B, et on obtient donc deux lexèmes, dont l’un est dérivé de l’autre. Cette approche relève alors, en ce sens, de la morphologie dérivationnelle. Quant à ceux qui utilisent le terme “conversion”, le processus vient d’une seule et unique notion convertie d’une catégorie grammaticale en une autre. Il relève donc de la sémantique et de la syntaxe.

## Types de la conversion

### Conversion catégorielle

#### Substantivation (* → nom)
Toutes les parties du discours peuvent former un nom. La conversion peut se produire entre les noms, ou à partir d’autres catégories.

##### nom → nom

###### nom propre → nom commun
Les noms propres peuvent devenir facilement noms communs :
- Des noms d’auteurs, d’inventeurs et de savants passent à leurs œuvres et inventions : J’ai lu Balzac./ Il joue du Mozart.
- Des noms de lieux passent aux objets qui y sont produits : champagne, bordeaux, …

###### nom commun → nom commun
Les noms communs forment de nouveaux noms communs grâce à un changement d’article ou de genre :
- la jeunesse → une jeunesse
- la beauté → une beauté

##### adjectif → nom
L’adjectif devient facilement substantif : le beau, le vrai, le comique, un sourd, …

##### participe présent → nom
Les participes présents contribuent activement dans la formation de nom aujourd’hui : un étudiant, un débutant, un manifestant, …

##### infinitif → nom
Le passage des infinitifs aux substantifs est rare dans le français moderne : le manger, le boire, le diner, les vivres, …

##### adverbe → nom
On rencontre parfois les cas des adverbes substantivés, par exemple : le trop (de confiance), le peu (de connaissance), …

##### Autres → nom
Enfin, des mots outils peuvent être substantivés : un oui, un non, le pour, le contre, …

#### Adjectivation (* → adjectif)

##### nom → adjectif
Les adjectifs tirés d’un substantif par apposition sont actuellement d’un emploi très large, notamment les noms désignant la couleur : des jupes marron, des robes rose
D’un autre côté, il faut noter les cas de la langue populaire et de l’argot : un air canaille, un diner monstre 

##### participe → adjectif
Les participes présents et passés deviennent facilement adjectifs : amusant, éclatant, poignant, perdu, résolu, gâté, dissipé

##### adverbe → adjectif
Les adverbes peuvent s’employer comme adjectifs : étage au-dessus, chambre à côté

#### Adverbialisation (* → adverbe)
On rencontre souvent les cas où les adjectifs sont employés comme les adverbes, surtout les adjectifs marquant la couleur : voir rouge, rêver rose, rire jaune, etc., et les adjectifs qualificatifs comme : parler fort, coûter cher, sentir bon

### Conversion totale et partielle
Jean Tournier a divisé la conversion en deux types : la conversion totale et la conversion partielle. Selon lui, la conversion totale est “le cas où le mot transfert adopte totalement le statut de la classe d’arrivée” et la conversion partielle est “le cas où il (le mot transfert) ne l’adopte que partiellement.”, comme le boire, le manger, etc.  Tandis que pour Valerie Adams dans son ouvrage “An Introduction to Modern English Word-Formation”, “la conversion totale est un procédé morphologique de formation d’unités lexicales, tandis que la conversion partielle est un type de comportement syntaxique.” 

### La conversion orientée
Elle classifie seulement quelques cas de conversion en français.

#### Selon les facteurs grammaticaux
Grâce à la suffixation, on peut connaitre l’appartenance catégorielle d’un mot. Et si ce mot entre dans la conversion, la distinction entre la base et le dérivé deviendra facile. Prenons l’exemple du mot « portable » et du mot « barbu », dont le suffixe nous aide bien à connaitre sa catégorie de l’adjectif. Alors, quand ces mots subissent une conversion, le sens de ce changement demeure formellement net. On appelle ce cas la conversion orientée adj > nom.
On peut citer des autres exemples comme: toucher (v) > toucher (n), repentir (v) > repentir (n), etc.

#### Selon les facteurs pragmatiques
Le cas de la métonymie dans la conversion 'adjectif > nom', par exemple: « des ronds » (« de l’argent »), « un bleu » (« une ecchymose », « un nouvel élève », « une nouvelle recrue » etc.), « de la carrée » (« la chambre »), etc., qui est, selon Denis Apothéloz, considéré comme « le rapport conceptuel » qui caractérise les substantivations.
Le cas des conversions 'nom > adjectif', généralement nombreuses dans le domaine des  couleurs. Dans la plupart de ces cas, le caractère de l’origine de cet emploi adjectival est facilement perçu  grâce à l’invariabilité du mot, lequel est considéré comme une règle de l’orthographe française.